# Ben Sandford
Ben Sandford (Rotorua, 12 maart 1979) is een Nieuw-Zeelands skeletonracer. Hij vertegenwoordigde zijn vaderland op drie verschillende Olympische Winterspelen maar behaalde hierbij geen medaille.

## Carrière
Sandford maakte zijn wereldbekerdebuut in Calgary in november 2003. Op 21 januari 2012 behaalde hij zijn eerste podiumplaats in een wereldbekerwedstrijd, met een tweede plaats op de manche in Sankt Moritz.
In zijn carrière nam Sandford meermaals deel aan de wereldkampioenschappen skeleton. Op het WK van 2012 behaalde Sandford de bronzen medaille.
Sandford kwalificeerde zich drie maal voor de Olympische Winterspelen. Zijn beste resultaat liet hij optekenen op de OS van Turijn 2006, waar hij tiende eindigde. Op de slotceremonie van de OS van Vancouver 2010 mocht Sandford de Nieuw-Zeelandse vlag dragen.

## Resultaten
| Jaar | Plaats    | Resultaat |
| ---- | --------- | --------- |
| 2006 | Turijn    | 10e       |
| 2010 | Vancouver | 11e       |
| 2014 | Sotsji    | 20e       |

| Jaar | Plaats       | Resultaat |
| ---- | ------------ | --------- |
| 2004 | Königssee    | 21e       |
| 2005 | Calgary      | 13e       |
| 2007 | Sankt Moritz | 19e       |
| 2008 | Altenberg    | 13e       |
| 2011 | Königssee    | 12e       |
| 2012 | Lake Placid  | Brons     |
| 2013 | Sankt Moritz | 11e       |

### Wereldbeker

#### Eindklasseringen
| Seizoen   | Rang |
| --------- | ---- |
| 2004/2005 | 32e  |
| 2005/2006 | 12e  |
| 2006/2007 | 19e  |
| 2007/2008 | 10e  |
| 2008/2009 | 21e  |
| 2009/2010 | 13e  |
| 2010/2011 | 17e  |
| 2011/2012 | 17e  |
| 2012/2013 | 16e  |
| 2013/2014 | 24e  |